# 可可尼諾 (亞利桑那州)
可可尼諾（英語：Coconino）是位於美國亞利桑那州可可尼諾縣的一個非建制地區。該地的面積和人口皆未知。

## 地理
可可尼諾的座標為35°59′40″N 112°11′54″W / 35.99444°N 112.19833°W，而該地的平均海拔高度為1941米（即6368英尺）。